# 略してっ!つよきすラジオ♪
『略してっ!つよきすラジオ♪』（りゃくしてっ つよきすらじお）は、インターネットラジオ配信サイト「音泉」にて隔週火曜日更新で配信していた番組。
『つよきす2学期 -Swift Love-』に出演した金田まひると草柳順子がパーソナリティを務めていた。

## 概要
『つよきす2学期 -Swift Love-』の発売を記念して、「ツンデレ」の魅力について考えていくことをコンセプトとして開始された。フリートークと投稿とリクエストを募集する各コーナーで構成されている。
販売促進を目的として企画される番組としては長期間続いており、同作品のドラマCD、キャラクターグッズ、『つよきす2学期 -Portable-』、『つよきす3学期』、『つよきす3学期 -Portable-』へと宣伝対象が順次移行され、本番組自身もCDソフト化された。
2010年7月27日配信の第31回からタイトルが「略してっ!つよきすラジオ♪ポータブル」に、2011年2月8日配信の第43回から「略してっ!つよきすラジオ♪3学期」に、2012年1月24日配信の第67回から「略してっ!つよきすラジオ♪3学期ポータブル」に変更された。
また、『音泉』で隔週火曜日更新で配信している「もっと!姉、ちゃんと聞いてよ♪」（以下「姉しよラジオ」）とは、共にきゃんでぃそふと制作のゲームソフトの宣伝を兼ねている姉妹番組となっており、番組内で「姉しよラジオ」とのコラボレート企画がある。番組配信日も「姉しよラジオ」の翌週で、週ごとに交互に配信されるようになっている。2010年9～10月には、両番組のパーソナリティが互いの番組にゲスト出演するコラボスペシャル「もっと略してっ!姉きすラジオ」が配信された（本番組がホストの「Part1」が9月21日、「姉しよラジオ」がホストの「Part2」が10月5日配信）。
2012年5月24日には『つよきす3学期 -Portable-』発売を記念して、当番組初の生放送がニコニコ生放送で行われた。録音を編集したアーカイブが5月29日に第76回として配信された。

## パーソナリティ
金田まひる
『つよきす』の蟹沢きぬ（かにさわきぬ）役を演じた声優。出演作にちなんだラジオ番組では二本目となり「音泉」の番組ではゲスト回を含めて4本目の出演。番組内の愛称は「まひる朕」で、2007年7月から出演している「金田まひる・倉田まりやのGalge.comラジオ」以来、出演する殆どの番組で使っている。
声帯疲労による声優休業に伴い、第71回（2012年3月20日配信）からかわしまりのと理多が交代で代役を務めることになった。第75回 （5月15日配信）で本人が復帰した。
草柳順子
『つよきす』の佐藤良美（さとうよしみ）役を演じた声優。出演作にちなんだラジオ番組では「南風通信」以来の2本目。番組内の愛称は「順にゃん」。公私共に使われている愛称をそのまま番組内でも使っている。
コミュニティサイト「つよこみゅ」内の2011年5月3日付の本人の日記で、体調不良のためしばらく休養すること、当番組も持ち回りで代役が入ることが書き込まれた。第48回（5月3日配信）から第51回（6月14日配信）まで、姉妹番組「姉しよラジオ」のパーソナリティであるかわしまりのと理多が交替で代役を務め、第52回（6月28日配信）で本人が復帰した。

## 番組コーナー
マダムの今朝の一言
『つよきす』の登場人物であるマダム（声：金田まひる）が、番組冒頭で「ためになる一言」を発言するコーナー。リスナーからの投稿を元にセリフが決められている。
略してっ!つよきす!
「あいうえお作文」形式で「つ」「よ」「き」「す」の頭文字の意味をリスナーからの投稿で決め、番組のタイトルコールで発表するコーナー。「毎回番組タイトルが変わる」というコンセプトになっている。
応えて!つよきす （第31回〜第42回） / こたつよリターンズ!
ゲーム本編内のあるシーンから抜き出したセリフやイベントCGに合ったセリフを考えるコーナー。
在校生、送辞。
『つよきす3学期』のゲーム内の季節が卒業シーズンということから、リスナーから送られた「上の句」（出来事）と「下の句」（感想）をランダムに組み合わせて、在校生送辞として読むコーナー。
素直になりたくて…
『つよきす』に登場する近衛素奈緒がピーナッツバター好きという設定から、リスナーにリクエストされた食品にピーナッツバターを塗ったり入れたりしてパーソナリティーが試食するコーナー。
スキよっ!つよきす!（第1回〜第6回）
リスナーの投稿による文章を、パーソナリティーが「ツン」と「デレ」で演じ分けながら朗読するコーナー。パーソナリティが演じる役は特定の役ではなく即興で演じている。
つよツク!（第9回〜第30回）
『つよきす』の世界(公式のような非公式設定)を創作する投稿コーナー。毎回番組から出題されるテーマに沿って「つよきすの設定」のアイデアをリスナーから募集している。
カニっちの 泣いてない、泣いてないもんね! （第1回〜第30回）
『つよきす』ゲーム中の蟹沢きぬのセリフからコーナー化された。リスナーからの泣きそうになった出来事やがっかりした出来事を「泣いてない、泣いてないもんね!」の台詞で締めくくる投稿を朗読する。
祈先生の占ってあ・げ・る♪（第31回〜第42回）
占って欲しいお悩み・相談と占いの答えを別々に募集し、これらを組み合わせてその意味を勝手に考えるコーナー。
オアシスを探せ!（第1回〜第42回）
蟹沢きぬがカレー店『オアシス』でアルバイトしているという『つよきす』の設定から、リスナーにリクエストされた食品にカレー粉を塗してパーソナリティーが試食するコーナー。
あかり先生のワクテカできるかな?（第43回〜第67回）
『つよきす3学期』でおかしな物を発明してしまう化学教師の霧島あかりにちなみ、毎回決められた素材を使った発明品（実物写真またはアイデア）をリスナーから投稿してもらうコーナー。パーソナリティの2人の作品もコーナー内で披露される。
その他
一般的な投稿も「普通のお便り」としてフリートークの合間に紹介されている。
また、第27回から第57回まで前週に配信された「姉しよラジオ」のふつおたコーナーで読まれたメールの中から一枚を選んで紹介するコラボ企画が行われた。

## ゲスト
- まきいづみ：声優（第7回、2009年8月11日）
- 理多、かわしまりの：コラボスペシャル「もっと略してっ!姉きすラジオ」Part1（2010年9月21日）

## ラジオCD
タブリエ・コミュニケーションズ発売。
ラジオCDは2枚に分かれており、ディスク1が新規録りおろしのオーディオCD、ディスク2が配信済みの放送をMP3で収録したデータCDとなっている。
| タイトル                                    | ディスク1                                            | ディスク2      | 発売日         | 品番      |
| ------------------------------------------- | ---------------------------------------------------- | -------------- | -------------- | --------- |
| 「略してっ!つよきすラジオ♪」Vol.1           | 「つよきす2学期 -Swift Love-」プレイ実況             | 第1回〜第6回   | 2009年9月25日  | TYKS-0001 |
| 「略してっ!つよきすラジオ♪」Vol.2           | 東京タワーロケ                                       | 第7回〜第12回  | 2010年6月25日  | TYKS-0002 |
| 「略してっ!つよきすラジオ♪」Vol.3           | 吉祥寺ロケ                                           | 第13回〜第18回 | 2010年7月23日  | TYKS-0003 |
| 「略してっ!つよきすラジオ♪」Vol.4           | ゲスト「まきいづみ（大江山祈）」                     | 第19回〜第24回 | 2010年9月24日  | TYKS-0004 |
| 「略してっ!つよきすラジオ♪」Vol.5           | ゲスト「海原エレナ（椰子なごみ）」                   | 第25回〜第30回 | 2010年9月24日  | TYKS-0005 |
| 「略してっ!つよきすラジオ♪ポータブル」Vol.1 | コラボスペシャル「もっと略してっ!姉きすラジオ」Part1 | 第31回〜第36回 | 2010年11月26日 | TYKS-1001 |
| 「略してっ!つよきすラジオ♪ポータブル」Vol.2 | コラボスペシャル「もっと略してっ!姉きすラジオ」Part3 | 第37回〜第42回 | 2011年5月27日  | TYKS-1002 |
| 「略してっ!つよきすラジオ♪3学期」Vol.1      | お料理企画                                           | 第43回〜第48回 | 2011年10月28日 | TYKS-2001 |